# Charles Jackson (asesino en serie)
Charles Jackson Jr. (12 de febrero de 1937 - 15 de febrero de 2002), conocido como el Asesino de la bahía este (East Bay Slayer), fue un asesino en serie estadounidense, responsable de los asesinatos de al menos siete mujeres y un hombre entre 1975 y 1982. La mayoría de sus crímenes fueron cometidos en el condado de Contra Costa, en el Área de la Bahía de San Francisco. Su desenmascaramiento más completo ocurrió unos pocos años después de su muerte, gracias a los resultados de los perfiles de ADN. Se sospecha que Jackson cometió muchos más asesinatos entre las décadas de 1970 y 1980 en el área de Contra Costa, lugar en el que al menos otros cinco asesinos en serie estuvieron activos en ese período.

## Primeros años
Charles Jackson Jr. nació el 12 de febrero de 1937 en Luisiana. Poco tiempo después de su nacimiento, su familia se mudó a Misisipi, donde Charles se crio en el campo. Vivía en un entorno socialmente desfavorable, ya que su padre era alcohólico y se mostraba agresivo con él y otros miembros de la familia. Debido a dificultades materiales, Jackson abandonó la escuela secundaria a principios de la década de 1950 y comenzó a pasar más tiempo en la calle. Se involucró en las subculturas criminales, y no tardó en adentrarse él mismo en la delincuencia.

## Carrera criminal
Jackson fue arrestado por primera vez en 1953, a la edad de 16 años, y acusado de robo. Seguidamente, por los siguientes 28 años, fue arrestado en numerosas ocasiones y acusado de cometer delitos como robo, violación, agresión y acoso de menores (algunas de las fechas fueron: 2 de marzo de 1962, 11 de enero de 1965, 15 de mayo de 1967, octubre de 1969, 9 de junio de 1970, 21 de agosto de 1975 y 22 de mayo de 1978). Tras su última liberación, el 12 de septiembre de 1981, empezó a trabajar como jornalero por algún tiempo, además de realizar otros trabajos esporádicos.
El 2 de enero de 1982, Jackson atacó a Joan Stewart, a quien violó, estranguló e infligió numerosas puñaladas en una zona boscosa cerca de Montclair. Durante la investigación, se encontraron varios testigos oculares del crimen que anotaron la placa del auto de Jackson, gracias a lo cual fue arrestado tres días después y acusado por el asesinato de Stewart. En 1983, fue declarado culpable y sentenciado a cadena perpetua.

## Participación en otros asesinatos
Charles Jackson pasó el resto de su vida en la Prisión Estatal de Folsom, donde murió en febrero de 2002 a causa de un ataque al corazón. Un mes después de su muerte, se realizaron perfiles de ADN de sus propias muestras biológicas con muestras encontradas en los cuerpos de varias mujeres y chicas, asesinadas en todo el condado de Contra Costa y en otros condados de California entre las décadas de 1970 y 1980.
En el año 2005, a partir de los resultados de la investigación de ADN, se reveló la participación de Jackson en los siguientes asesinatos: Sonya Higginbotham, de 19 años, asesinada en julio de 1975 en Auckland; Ann Johnson, de 27 años, asesinada en agosto de 1975 en Montclair Village; Cynthia Waxman, de 11 años, asesinada el 22 de abril de 1978 en Moraga; Henry Vila, de 62 años, y su esposa, Edith, de 59 años, asesinados el 22 de noviembre de 1981 en Albany Hill; Betty Grunzweig, de 37 años, asesinada el 4 de diciembre de 1982 en Oakland; Gail Slocum, de 34 años, asesinada el 8 de diciembre de 1982 en Oakland. Todas las mujeres habían sido violadas y estranguladas.
Todavía se desconoce el número real de víctimas de Jackson, debido a que había al menos cinco asesinos en serie en el condado de Contra Costa durante su ola de asesinatos.